# Saint George South (circunscripción electoral)

Saint George South en Granada.

Saint George South es una de las quince circunscripciones electorales en las que se divide Granada para las elecciones a la Cámara de Representantes. Comprende el extremo sur del país, en la parroquia de Saint George. La circunscripción se creó para las elecciones de 1962, aunque vio alterados sus límites cuando se creó Saint George South East en 1972.
Entre 1962 y 1979 el escaño fue ocupado por Eric Gairy, líder del Partido Laborista Unido de Granada (GULP) y gobernante autoritario del país hasta su derrocamiento por medio de un alzamiento armado en 1979, que resultó en la disolución del Parlamento. Desde la invasión estadounidense de 1983 y la restauración de la democracia en 1984, se ha mantenido como una circunscripción competitiva. Con la excepción de las elecciones de 1962 y 2003, en Saint George South siempre ha ganado el partido ganador de las elecciones generales a nivel nacional. Su actual parlamentario es Andy Williams, del Congreso Nacional Democrático (NDC).
De cara a las elecciones de 2022, la circunscripción tenía 10.903 electores registrados, lo que la convierte en la circunscripción electoral más poblada.

## Representantes electos
| Elección | Partido | Partido                            | Parlamentario         |
| -------- | ------- | ---------------------------------- | --------------------- |
| 1962     |         | Partido Laborista Unido de Granada | Eric Gairy            |
| 1967     |         | Partido Laborista Unido de Granada | Eric Gairy            |
| 1972     |         | Partido Laborista Unido de Granada | Eric Gairy            |
| 1976     |         | Partido Laborista Unido de Granada | Eric Gairy            |
| 1984     |         | Nuevo Partido Nacional             | Phinsley St. Louis    |
| 1990     |         | Congreso Nacional Democrático      | Phinsley St. Louis    |
| 1995     |         | Nuevo Partido Nacional             | Mark Isaac            |
| 1999     |         | Nuevo Partido Nacional             | Mark Isaac            |
| 2003     |         | Congreso Nacional Democrático      | Glynis Roberts        |
| 2008     |         | Congreso Nacional Democrático      | Glynis Roberts        |
| 2013     |         | Nuevo Partido Nacional             | Alexandra Otway-Nöel  |
| 2018     |         | Nuevo Partido Nacional             | Nickolas T. C. Steele |
| 2022     |         | Congreso Nacional Democrático      | Andy Williams         |